# Adetus punctiger
Adetus punctiger är en skalbaggsart som först beskrevs av Francis Polkinghorne Pascoe 1866.  Adetus punctiger ingår i släktet Adetus och familjen långhorningar. Inga underarter finns listade i Catalogue of Life.